# رسالة الإسلام (مجلة)
رسالة الإسلام هي من المجلات الإسلامية الناطقة باسم «دار التقريب بين المذاهب الإسلامية في القاهرة».فقد صدرت مجلة عام (1949م-1368ه.ق) وتوقفت عام (1972م-1392ه.ق)، عدا فترات في البين، انقطعت فيها عن الصدور. فكان مجموع ما صدر منها(60) عدداً في (15) مجلداً.

## المحور الرئيسي
يختص محور المجلة الرئيسي بمضمون هذه الآية: ﴿إن هذه أمتكم أمة واحدة وأنا ربكم فاعبدون﴾ (الأنبياء 92)

## هيئة التحرير
رئيس التحرير: محمد محمد المدني
المحررون: محمود شلتوت

## أعداد المجلة

### السنة الأولى
العدد1
العدد 2، جمادی الآخرة 1368، يشتمل على مقالات: تفسیر القرآن الکریم، الحریة والإخاء و المساواة، من المبادیء الأساسیة فی الإسلام، أساس الإسلام، کیف یسایر الفقه الإسلامی تطور المسلمین، الشخصیة المحمدیة، الفقه السیاسی عند المسلمین، الفقه والفقها فی مصر علی عهد الممالیک، الدین والدولة فی مشروع الزکاة، نشأة الروایة وتطورها فی تاریخ الأدب العربی، دنیا الذرة، زید بن علی، إندونیسیا، الإسلام فی امیرکا.
العدد 3، رمضان1368، يشتمل على مقالات: تفسیر القرآن الکریم، الإسلام الأزهر التقریب، الاجتهاد فی الشریعة بین السنة والشیعة، التسامح الدینی فی الإسلام، رمضان، الشخصیة المحمدیة تحت ضوء المقررات النفسیة الحدیثة، أمة واحدة وثقافة واحدة، الفقه السیاسی عند المسلمین، امالی المرتضی، لاتنابزوا بالألقاب، اقتراح علی الأزهر، التاریخ والتقریب، من أحادیث الجد فی باریس،
ماذا تخبئه نواة الذرة للإنسان، رحلة إلی إیران، صوت التقریب.
العدد 4، ذوالحجة 1368، ومقالاته: تفسیر القرآن الکریم، الاجتهاد فی الشریعة، الی جماعة التقریب، حکم الشریعة فی استبدال النقد بالهدی، کلمات فی العلم والدین، فی علم الکلام وفیما وراء الطبیعة، فریضة الحج، ، القومیة الإسلامیة، امالی المرتضی، هل من جامعة إسلامیة؟، أفضل الدین الکاشانی، نشأة الروایة وتطورها، الإسلام دین الوحدة، الدین والفلسفة و العلم، بین القدیم والحدیث، صوت التقریب.